# Paradoxopsyllus integer
Paradoxopsyllus integer är en loppart som beskrevs av Ioff 1946. Paradoxopsyllus integer ingår i släktet Paradoxopsyllus och familjen smågnagarloppor. Inga underarter finns listade i Catalogue of Life.